# Lâm Thủy
Lâm Thủy là một xã thuộc huyện Lệ Thủy, tỉnh Quảng Bình, Việt Nam.

## Địa lý
Xã Lâm Thủy nằm ở phía tây huyện Lệ Thủy, có vị trí địa lý:
- Phía đông giáp xã Ngân Thủy
- Phía tây giáp Lào
- Phía nam giáp Lào và xã Kim Thủy
- Phía bắc giáp huyện Quảng Ninh.

Xã Lâm Thủy có diện tích 242,97 km², dân số năm 2019 là 1.587 người, mật độ dân số đạt 7 người/km².

## Hành chính
Xã Lâm Thủy được chia làm 6 bản: Bản Bạch Đàn, Bản Chút Mút, Bản Mới, Bản Tăng Ky, Bản Tân Ly, Bản Xà Khía.

## Kinh tế
Kinh tế chủ yếu là nông nghiệp, tiểu thủ công nghiệp. 